# Ctesippo (di Atene)
Ctesippo (Atene, tra il 367 e il 361 a.C. – ...) è stato un politico ateniese, figlio dello stratego Cabria.

## Biografia
Demostene nell'orazione Contro Leptine ci fornisce un'indicazione sulla sua possibile data di nascita, dacché al momento del processo Ctesippo non aveva ancora raggiunto la maggiore età. La nascita di Ctesippo è quindi collocabile negli anni 367-361 a.C.
Dopo la morte del padre, avvenuta nel 356 a.C., Ctesippo fu adottato dal di lui amico Focione. Aveva secondo Plutarco un carattere "volubile e sregolato", tanto che si dice che un giorno l'aristocratico ateniese, vessato da domande e consigli inopportuni di Ctesippo, abbia esclamato, a dispetto la sua proverbiale pazienza, «o Cabria, Cabria, ti pago una grande riconoscenza per la tua amicizia, sopportando tuo figlio!».
Come già ricordato, l'ancora adolescente Ctesippo affidò a Demostene il processo contro Leptine di Atene, politico ateniese che aveva proposto la soppressione per tutti i cittadini delle dispense onorifiche dalle liturgie, ad esclusione dei discendenti di Armodio e Aristogitone. Dopo la vittoria di Ctesippo, non si ha più notizia della sua attività politica e questo fa supporre un suo prematuro ritiro dalla vita pubblica.